# Haematopota mlanjensis
Haematopota mlanjensis är en tvåvingeart som beskrevs av H. Oldroyd 1952. Haematopota mlanjensis ingår i släktet Haematopota och familjen bromsar.
Artens utbredningsområde är Moçambique. Inga underarter finns listade i Catalogue of Life.